# ويليام لويس مودي سينيور
ويليام لويس مودي سينيور (بالإنجليزية: William Lewis Moody, Sr.) هو ضابط أمريكي، ولد في 19 مايو 1828 في مقاطعة إيسكس في الولايات المتحدة، وتوفي في 17 يوليو 1920 في غالفستون في الولايات المتحدة.